# 1,039/Smoothed Out Slappy Hours
1039/Smoothed Out Slappy Hours je neformalno prvi album skupine Green Day, ki je izšel leta 1990 pri založbi Lookout! Records. Dejansko je prvi album skupine 39/Smooth, ki ga ta album vsebuje v celoti, poleg njega pa še nekaj dodatnih pesmi.

## Seznam pesmi
1. »At the Library« - 2:28
2. »Don't Leave Me« - 2:39
3. »I Was There« - 3:36
4. »Disappearing Boy« - 2:52
5. »Green Day« - 3:29
6. »Going to Pasalacqua« - 3:30
7. »16« - 3:24
8. »Road to Acceptance« - 3:35
9. »Rest« - 3:05
10. »The Judge's Daughter« - 2:34
11. »Paper Lanterns« - 2:25
12. »Why Do You Want Him?« - 2:32
13. »409 In Your Coffeemaker« - 2:54
14. »Knowledge« - 2:20
15. »1,000 Hours« - 2:25
16. »Dry Ice« - 2:44
17. »Only Of You« - 2:46
18. »The One I Want« - 3:01
19. »I Want To Be Alone« - 3:09